# Gunnar Lindqvist (civilingenjör)
Gunnar Gösta Lindqvist, född 23 augusti 1927 i Brännkyrka församling i Stockholms stad, död 18 augusti 2017 i Nacka distrikt i Stockholms län, var en svensk civilingenjör.

## Biografi
Lindqvist avlade civilingenjörexamen vid Kungliga Tekniska Högskolan 1952 och blev flygingenjör vid Kalmar flygflottilj 1953. Han tjänstgjorde vid Flygförvaltningen 1961–1968: som flygdirektör 2. gr från 1961, med överstelöjtnants tjänsteklass från 1962, som chef för Siktessystemsektionen från 1964 och som överingenjör och projektledare för Saab 35 Draken 1965–1968. Åren 1968–1989 tjänstgjorde han vid Försvarets materielverk: utnämnd till flygdirektör 1. gr. med överstes tjänsteklass 1968, som teknisk direktör och chef för Flygplansavdelningen 1968–1980, utnämnd till flygdirektör 1. gr. med generalmajors tjänsteställning 1978, som chef för Huvudavdelningen för flygmateriel och ansvarig för Saab 37 Viggen och Saab 39 Gripen 1980–1989.
Gunnar Lindqvist invaldes som ledamot av Kungliga Krigsvetenskapsakademien 1971 och som ledamot av Kungliga Ingenjörsvetenskapsakademien 1978.[källa behövs]

### Utmärkelser
- Riddare av Nordstjärneorden, 1970.[6]
- Kommendör av Nordstjärneorden, 1973.[7]
- Thulinmedaljen, 1984.
- Söderbergplaketten, 2008.